# 陸奥嵐幸雄
陸奥嵐 幸雄（むつあらし ゆきお、1943年1月12日 - 2002年7月30日）は、青森県上北郡甲地村（現在の東北町）出身で宮城野部屋所属の元大相撲力士。本名は南 幸雄（みなみ ゆきお）。身長177cm、体重113kg。得意手は左四つ、吊り、河津掛け。最高位は東関脇。

## 来歴
農家の四男坊に生まれ、幼少期より腕白であった反面学業や運動は得意としていた。中学卒業後は父の反対を押し切り兄達を頼って上京。ガソリンスタンドや運送業などの職に就いたが生来の気の強さと短気さが祟ってなかなか仕事が続かず、1960年の秋に交通事故で重傷を負って帰郷して地元で次の仕事に就くもこれも飽きてしまい、再び上京したところでトラックの運転手になった。その職場の得意先の1つが宮城野部屋の向かい側にあり、配送に向かう度に宮城野部屋力士達の間で「強そうなアンちゃんだ」と話題になった。ある日部屋の間で荷物を下ろしていると部屋の幕下・仙葉から大相撲入りするよう勧誘され、ほぼ即決した。1961年（昭和36年）9月場所、元横綱・吉葉山の興した宮城野部屋より初土俵。1965年（昭和40年）11月場所、新十両となり、1967年（昭和42年）3月場所に新入幕を果たし、その場所で13勝2敗（新入幕の最多勝記録である）の好成績で敢闘賞を受賞。1968年（昭和43年）7月場所では12勝3敗の成績で敢闘・技能の両賞を手にする活躍を見せた。関脇在位は1場所にとどまったが、盛んに奇手『河津掛け』（1975年（昭和50年）7月場所11日目、大関魁傑戦）やアゴを上げたままで強引に吊り出す（1967年3月場所9日目、前頭5枚目清國戦）という荒っぽい取り口で、セオリー無視の豪快な相撲で個性派力士として名をはせ、“東北の暴れん坊”の異名をとった。一時期は親方の養女と結婚、部屋の後継者とも目されたが、後に離婚し、後継候補から降りた。
1967年9月場所10日目、新三役（小結）の場所、初顔で横綱大鵬に挑戦。左四つがっぷりから先に大鵬を吊り上げたが、逆に高々と吊り出された。しかし、その後の対戦では大鵬から3勝（不戦勝1つを含む。10敗）を上げている。私生活でも東北の暴れん坊ぶりを発揮しており、1976年には暴力団組長と懇談中口論に発展した末に組員が天井に発砲した件で同席していた白田山と共に3ヶ月間の減給1割などの処分を受ける。大変な酒豪であり、酒が好きなだけ飲めると聞いたことが入門の決め手となったという。
どういうわけか富士櫻に弱く関脇同士にもかかわらず11回対戦して全敗だった。
1976年（昭和51年）3月場所限りで引退し年寄安治川を襲名、籍を友綱部屋に移し、友綱部屋から独立して安治川部屋を興したが、健康上の問題もあって、1993年（平成5年）4月、大島部屋の元横綱・旭富士に名跡・部屋とも譲り廃業した。廃業直後に部屋の古参の幕下力士陸奥北海が十両に昇進し、「俺がいなくなったとたんに力出しやがって」と苦笑していたという逸話が伝わる。
2002年（平成14年）7月30日、脳梗塞のため死去。

## 主な成績
- 通算成績：557勝551敗5休 勝率.503
- 幕内成績：375勝417敗3休 勝率.473
- 現役在位：88場所
- 幕内在位：53場所
- 三役在位：4場所（関脇1場所、小結3場所）
- 三賞：5回
  - 敢闘賞：4回（1967年3月場所、1968年7月場所、1970年3月場所、1971年1月場所）
  - 技能賞：1回（1968年7月場所）
- 金星：2個（大鵬1個、柏戸1個）
- 各段優勝
  - 十両優勝：1回（1967年1月場所）
  - 幕下優勝：1回（1965年9月場所）

### 場所別成績
| | 一月場所 初場所（東京） | 三月場所 春場所（大阪）  | 五月場所 夏場所（東京） | 七月場所 名古屋場所（愛知） | 九月場所 秋場所（東京） | 十一月場所 九州場所（福岡） |
| --- | ----------------------- | ------------------------ | ----------------------- | --------------------------- | ----------------------- | --------------------------- |
| 1961年 （昭和36年） | x                       | x                        | x                       | x                           | （前相撲）              | 東序ノ口26枚目 5–2          |
| 1962年 （昭和37年） | 東序二段44枚目 4–3      | 東序二段31枚目 6–1       | 東三段目84枚目 5–2      | 東三段目35枚目 3–4          | 西三段目45枚目 4–3      | 東三段目35枚目 2–5          |
| 1963年 （昭和38年） | 東三段目56枚目 3–4      | 東三段目73枚目 6–1       | 東三段目25枚目 5–2      | 東幕下88枚目 3–4            | 西三段目2枚目 3–4       | 東三段目8枚目 6–1           |
| 1964年 （昭和39年） | 東幕下69枚目 5–2        | 東幕下52枚目 3–4         | 西幕下58枚目 5–2        | 西幕下43枚目 4–3            | 西幕下39枚目 5–2        | 西幕下23枚目 4–3            |
| 1965年 （昭和40年） | 西幕下20枚目 4–3        | 西幕下14枚目 4–3         | 西幕下9枚目 4–3         | 西幕下7枚目 3–4             | 西幕下11枚目 優勝 7–0   | 西十両15枚目 8–7            |
| 1966年 （昭和41年） | 東十両12枚目 6–9        | 西十両16枚目 9–6         | 西十両10枚目 7–8        | 西十両11枚目 8–7            | 西十両5枚目 4–9–2       | 東十両15枚目 10–5           |
| 1967年 （昭和42年） | 東十両4枚目 優勝 11–4   | 東前頭14枚目 13–2 敢     | 東前頭4枚目 7–8         | 東前頭3枚目 9–6             | 西小結 4–11             | 西前頭4枚目 10–5            |
| 1968年 （昭和43年） | 東前頭筆頭 6–9 ★        | 西前頭3枚目 5–10 ★       | 西前頭5枚目 7–8         | 西前頭5枚目 12–3 敢技       | 東小結 4–11             | 西前頭4枚目 9–6             |
| 1969年 （昭和44年） | 東前頭筆頭 5–10         | 西前頭5枚目 11–4         | 東前頭筆頭 4–11         | 西前頭5枚目 11–4            | 西前頭筆頭 7–8          | 西前頭筆頭 8–7              |
| 1970年 （昭和45年） | 東前頭筆頭 5–10         | 西前頭4枚目 11–4 敢      | 西小結 6–9              | 東前頭2枚目 2–13            | 東前頭10枚目 10–5       | 東前頭2枚目 5–10            |
| 1971年 （昭和46年） | 東前頭4枚目 12–3 敢     | 東関脇 4–11              | 西前頭筆頭 3–12         | 西前頭8枚目 9–6             | 東前頭2枚目 3–12        | 西前頭8枚目 9–6             |
| 1972年 （昭和47年） | 西前頭2枚目 6–9         | 西前頭6枚目 5–7–3        | 西前頭12枚目 10–5       | 東前頭6枚目 7–8             | 西前頭7枚目 9–6         | 西前頭2枚目 6–9             |
| 1973年 （昭和48年） | 東前頭6枚目 7–8         | 東前頭8枚目 8–7          | 東前頭6枚目 6–9         | 西前頭10枚目 8–7            | 東前頭8枚目 7–8         | 西前頭9枚目 8–7             |
| 1974年 （昭和49年） | 西前頭8枚目 8–7         | 東前頭6枚目 6–9          | 東前頭10枚目 7–8        | 西前頭10枚目 8–7            | 西前頭7枚目 2–13        | 西十両3枚目 8–7             |
| 1975年 （昭和50年） | 西十両筆頭 8–7          | 西前頭14枚目 8–7         | 東前頭11枚目 9–6        | 西前頭5枚目 8–7             | 東前頭2枚目 3–12        | 東前頭12枚目 8–7            |
| 1976年 （昭和51年） | 西前頭8枚目 7–8         | 東前頭12枚目 引退 3–12–0 | x                       | x                           | x                       | x                           |
| 各欄の数字は、「勝ち-負け-休場」を示す。 優勝 引退 休場 十両 幕下 三賞：敢=敢闘賞、殊=殊勲賞、技=技能賞 その他：★=金星 番付階級：幕内 - 十両 - 幕下 - 三段目 - 序二段 - 序ノ口 幕内序列：横綱 - 大関 - 関脇 - 小結 - 前頭（「#数字」は各位内の序列） |                         |                          |                         |                             |                         |                             |

### 幕内対戦成績
| 力士名   | 勝数 | 負数 | 力士名   | 勝数 | 負数 | 力士名   | 勝数 | 負数 | 力士名   | 勝数  | 負数 |
| -------- | ---- | ---- | -------- | ---- | ---- | -------- | ---- | ---- | -------- | ----- | ---- |
| 青ノ里   | 1    | 0    | 青葉城   | 0    | 3    | 青葉山   | 0    | 1    | 浅瀬川   | 5     | 0    |
| 朝登     | 6    | 2    | 旭國     | 5    | 5    | 荒勢     | 2    | 3    | 巌虎     | 2     | 1    |
| 扇山     | 1    | 0    | 大潮     | 5    | 5    | 大錦     | 1    | 3    | 大鷲     | 3     | 4    |
| 魁輝     | 1    | 0    | 魁傑     | 3    | 2    | 魁罡     | 4    | 0    | 海乃山   | 4     | 3    |
| 開隆山   | 1    | 0    | 柏戸     | 1    | 8    | 和錦     | 1    | 0    | 和晃     | 1     | 0    |
| 北瀬海   | 4    | 5    | 北の湖   | 2    | 3    | 北の花   | 1    | 1    | 北の富士 | 3     | 17   |
| 清國     | 2    | 15   | 麒麟児   | 2    | 1    | 黒姫山   | 5    | 6    | 高鉄山   | 11    | 1    |
| 琴櫻     | 3    | 15   | 琴乃富士 | 4    | 0    | 金剛     | 6    | 8    | 佐田の山 | 1(1)  | 5    |
| 白田山   | 4    | 3(1) | 大旺     | 3    | 0    | 大峩     | 7    | 6    | 大麒麟   | 2     | 17   |
| 大豪     | 1    | 0    | 大豪     | 1    | 0    | 大受     | 3    | 3    | 大鵬     | 3(2)  | 10   |
| 大文字   | 1    | 0    | 大雄     | 16   | 7    | 大竜川   | 10   | 2    | 隆ノ里   | 0     | 1    |
| 貴ノ花   | 1    | 5    | 高見山   | 10   | 9    | 玉輝山   | 1    | 3    | 玉の海   | 1     | 17   |
| 玉ノ富士 | 0    | 5    | 照櫻     | 1    | 0    | 天龍     | 5    | 4    | 時葉山   | 16(1) | 4    |
| 栃東     | 8    | 16   | 栃勇     | 3(1) | 1    | 栃王山   | 2    | 4    | 金城     | 1     | 0    |
| 栃富士   | 4    | 1    | 羽黒岩   | 10   | 10   | 長谷川   | 4    | 19   | 花光     | 7     | 1    |
| 播竜山   | 1    | 2    | 福の花   | 13   | 10   | 富士櫻   | 0    | 11   | 富士錦   | 4     | 1    |
| 藤ノ川   | 8(1) | 9    | 二子岳   | 18   | 11   | 双津竜   | 1    | 4    | 前の山   | 12    | 14   |
| 増位山   | 3    | 6    | 丸山     | 1    | 0    | 三重ノ海 | 3    | 6    | 豊山     | 4     | 7    |
| 吉王山   | 7    | 5    | 吉の谷   | 2    | 3    | 義ノ花   | 11   | 2    | 琉王     | 14    | 6    |
| 龍虎     | 10   | 9    | 若獅子   | 3    | 4    | 若秩父   | 0    | 1    | 若天龍   | 1     | 1    |
| 若浪     | 9    | 6    | 若ノ海   | 5    | 4    | 若ノ國   | 1    | 0    | 若乃洲   | 1     | 0    |
| 若三杉   | 1    | 3    | 若二瀬   | 11   | 8    | 若見山   | 4    | 0    | 輪島     | 1     | 4    |
| 鷲羽山   | 1    | 4    |          |      |      |          |      |      |          |       |      |

## 改名歴
- 南
- 陸奥嵐（1963年1月場所から）